# Hajle Marjam Desalegne

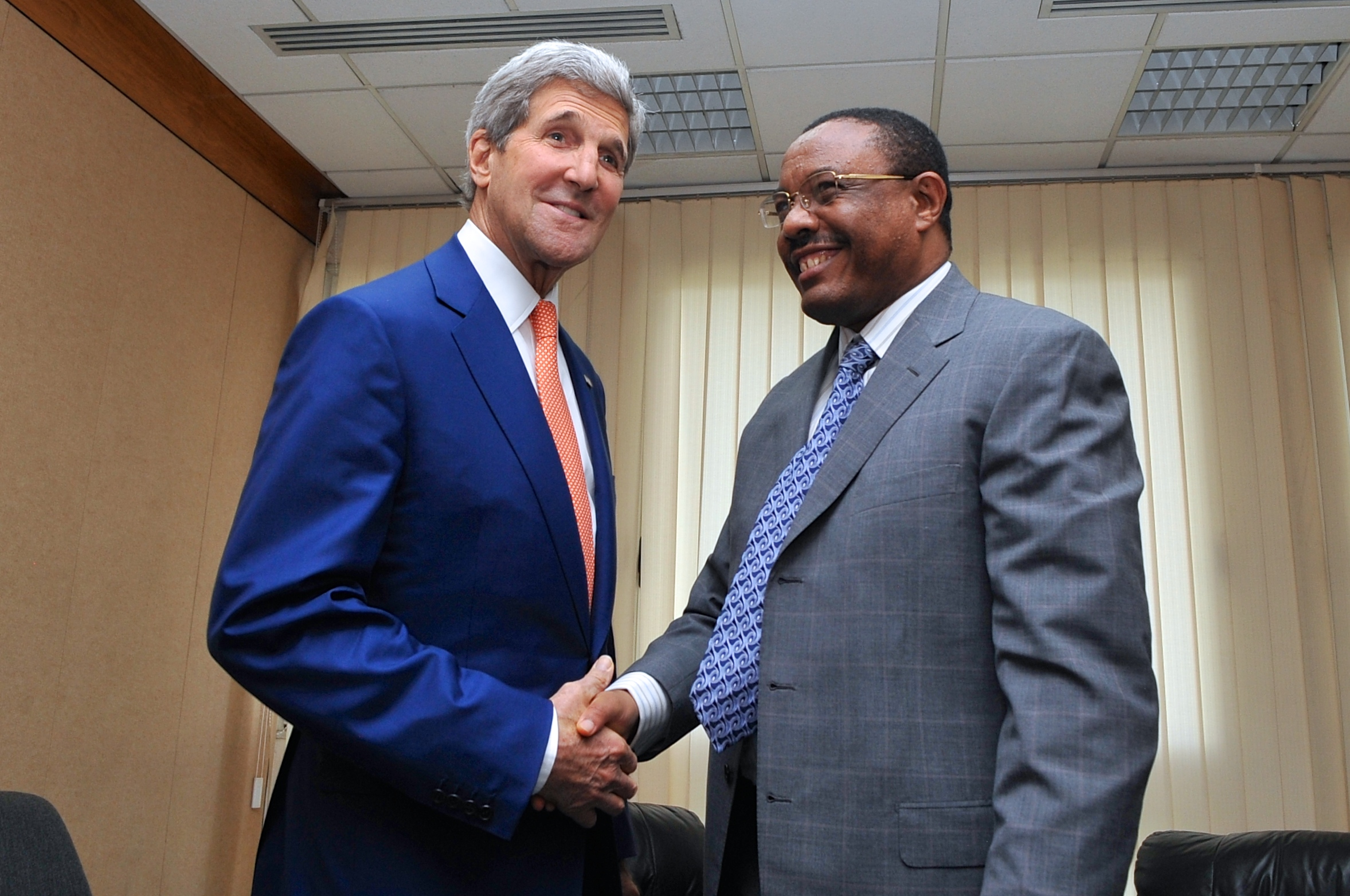
Hajle Marjam Desalegne i John Kerry (2014)

Hajle Marjam Desalegne (ur. 19 lipca 1965 w Boloso Sore) – etiopski polityk, wicepremier i minister spraw zagranicznych w latach 2010–2012, premier Etiopii od 20 sierpnia 2012 do 2 kwietnia 2018 (do 21 września 2012 pełniący obowiązki). 

## Życiorys
Hajle Marjam Desalegne urodził się w 1965 w dystrykcie Boloso Sore w Regionie Narodów, Narodowości i Ludów Południa (SNNPR). W 1988 ukończył inżynierię lądową (licencjat) na Uniwersytecie w Addis Abebie. Następnie przez dwa lata pracował jako asystent w instytucie Arba Minch Water Technology Institute w mieście Arba Myncz. Po uzyskaniu stypendium wyjechał do Finlandii, gdzie ukończył inżynierię sanitarną (magisterium) na Uniwersytecie Technicznym w Tampere. 
Po powrocie do Etiopii, przez 12 lat był profesorem w instytucie Arba Minch Water Technology Institute, a następnie po jego przekształceniu na Uniwersytecie w Arba Myncz, na którym pełnił funkcję wicedziekana oraz dziekana (1996–2000). Ukończył w tym czasie studia z zakresu przywództwa organizacyjnego (tytuł MA) na Azusa Pacific University w Kalifornii w Stanach Zjednoczonych. Uczestniczył również w kursie z zakresu zarządzania środowiskiem na University of Mauritius oraz w kursie z dziedziny zarządzania szkolnictwem wyższym na University of Warwick.
W połowie lat 90. zaangażował się w działalność polityczną w strukturach rządzącego Etiopskiego Ludowo-Rewolucyjnego Frontu Demokratycznego (EPRDF). Wstąpił do skupionej w jego ramach partii Ruch Demokratyczny Ludów Południowej Etiopii (SEPDM), działającej na terenie Regionu Narodów, Narodowości i Ludów Południa (SNNPR), zostając w 2002 jej przewodniczącym. W latach 1995–2008 był członkiem lokalnego parlamentu, Izby Reprezentantów SNNPR. Od 2000 do 2001 był wiceprzewodniczącym Regionu Narodów, Narodowości i Ludów Południa, a w latach 2001-2006 przewodniczącym. 
Równocześnie od 1995 do 2008 zajmował stanowisko deputowanego do Izby Federacji, a w 2008 objął mandat deputowanego do Izby Przedstawicieli Ludowych. Od 2006 do 2008 był specjalnym doradcą premiera Melesa Zenawiego ds. społecznych, organizacji obywatelskich i współpracy w randzie ministra. W latach 2008–2010 pełnił funkcję ministra ds. współpracy z parlamentem (whipa). 1 września 2010 objął urząd wicepremiera oraz ministra spraw zagranicznych. Został także wiceprzewodniczącym EPRDF.
20 sierpnia 2012, po nagłej śmierci premiera Melesa Zenawiego, jako wicepremier przejął obowiązki szefa rządu. Zgodnie z decyzją kierownictwa partii, miał pozostać na stanowisku premiera do końca kadencji i kolejnych wyborów parlamentarnych w 2015. 15 września 2012 został wybrany nowym przewodniczącym EPRDF, a 21 września 2012 na specjalnym posiedzeniu parlamentu oficjalnie zaprzysiężony na stanowisku premiera Etiopii. 
15 lutego 2018 złożył dymisję ze stanowiska premiera i funkcji przewodniczącego EPRDF z powodu masowych protestów i zamieszek antyrządowych. Jednocześnie zapowiedział pozostanie na stanowisku do momentu nominacji następcy przez Etiopski Ludowo-Rewolucyjny Front Demokratyczny
Z wyznania zielonoświątkowiec należący do Apostolskiego Kościoła Etiopii.